# La Berzosa
La Berzosa es una urbanización perteneciente al término municipal de Hoyo de Manzanares, en la Comunidad de Madrid. Actualmente la comunidad está formada por 1307 propietarios. Consta de un Club Social y un Centro Cívico en los que se realizan actividades socioculturales y deportivas.

## Educación
La ciudad residencial cuenta con una escuela de educación infantil, así como la Universidad Antonio de Nebrija.

## Transportes
Se encuentra a 29 km de Madrid, a través de la A-6. La Berzosa está situada en la salida 33 de esta misma carretera.
Está conectada por la línea 611 de autobuses interurbanos de Madrid, con siete paradas repartidas por toda La Berzosa, cabecera en el centro de Hoyo de Manzanares y Madrid-Moncloa.